# Вареру

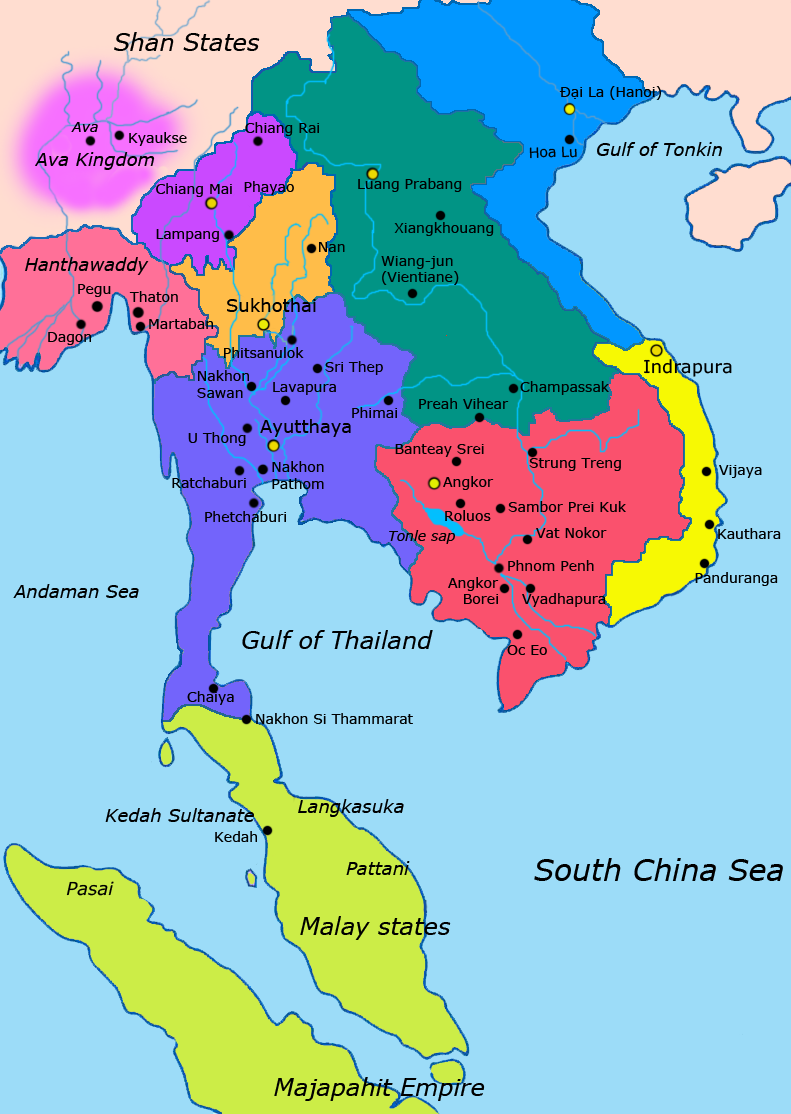
1400CE Mon kingdom

Вареру (бірм. ဝါရီရူ, монська ဝါရေဝ်ရောဝ်၊ သၟိၚ်; 20 березня 1253 — 14 січня 1307) — засновник монської держави Гантаваді. Панував в 1287—1307 роках.

## Життєпис
Походив з монсько-шанської селянської родини. Народився 1253 року в селі Таговун (сучасний штат Мон), отримавши монське ім'я Ма Ґаду (Магаду). Згодом його батько став займатися торгівлею з королівством Сукхотай.
У віці 19 років Ма Ґаду очолив батьківську справу. Невдовзі перейшов на службу до тамтешнього правителя, діставши посаду в стайні слонів володаря. Близько 1279 року призначається головою слонової стайні. Невдовзі король Рамакхамхаенг надав Ма Ґаду посаду со-діданрі (командувача одного з загонів у королівській охороні).
1281 або 1282 року, коли Рамакхамхаенг перебував з походом на півдні, Ма Ґаду разом з сукхотайською принцесою Май Нін Тхве Да втік до себе на батьківщину, прихопивши чимало золота та срібла. Втім низка сучасних дослідників вважає ці відомості за подальшу легенду. Ма Ґаду стає старостою рідного села Таговун.
Завдяки прибуттю численних біженців село розширилося, перетворившись на невеличке місто, якому він дав назву Донвун. В цей час держава Паган була вкрай ослаблена внаслідок монгольських вторгнень, що сприяло утворенню напівнезалежних правителів в провінціях. 1285 року повстав Алеймма, намісник провінції Мартабан, що оголосив про свою незалежність. Ґаду, що став доволі впливовим серед монів, зголосився підтримати Алеймма. На знак цього влаштував весілля останнього зі своєю сестрою. Але, коли Алеймма прибув на саме весілля, Ма Ґаду наказав його вбити.
Ма Ґаду захопив владу в Мартабані, де став напівнезалежним правителем. Його успіху сприяло те, що паганський цар Наратіхапате вимушений був боротися проти монголів на півночі та інших повсталих намісників на півдні, особливо в місті Пегу. Ґаду спочатку зміцнив укріплення міста Мартабан, потім підкорив шанське князівство Кампалані та його союзників (південь сучасного штату Карен). 1286 року отримав підтримку з боку сукхотайського короля Рамакхамхаенга, який встановив зверхність над Мартабаном. Натомість Ма Ґаду отримав титул Чао Фа Руа (Володар Фа Руа), чим піднято статус з начальника провінції до васального правителя.
1287 року після того, як Паган було остаточно підкорено монголами, Ма Ґаду оголосив себе володарем Мартабану, провівши відповідну церемонію. В подальшому взяв шанське ім'я Вареру (Ва Роу). Держави назвав Раман'я (також пишеться як Раманнадеса).
Невдовзі вирішив боротися за об'єднання колишніх південних областей Пагану, де утворилися невеличкі держави Пегу, Тавой, Дала, північніше за течією Іраваді існувала держава паганського принца Тхіхату в місті П'ї. Останній також бажав відновити Паганське царство. Вареру деякий час користався тим, що усі ці держави воювали між собою. За цей час сам правитель Мартабану зміцнив військо та звів укріплення. 1290—1291 року за його наказом вироблено нове законодавство, що оформилося у «Кодекс Вареру» («Вареру Дхамматхат»).
1293 року уклав союз з Тараб'я, правителем Пегу, що було закріплено обопільними шлюбами між донькою Тарб'ї та Вареру, донькою останнього з Тараб'ю. 1295 року паганське військо з М'їнсайн захопило Далу та взяло в облогу місто Пегу. В цей час Вареру атакував супротивника, завдавши паганським загонам поразки. 1296 року спільно з пегуським військом звільнив від Пагану гирло річки Іраваді. Наслідком цього стала боротьба між паганськими принцами в П'ї.

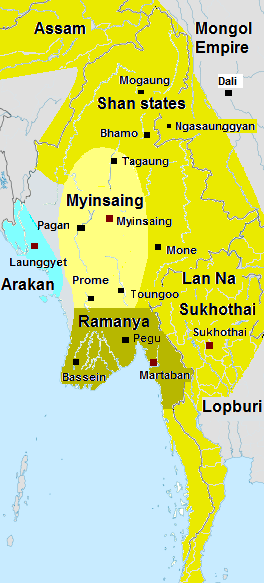
Держава Вареру на час його загибелі (позначено темним)

Невдовзі вступив у протиріччя з Пегу. 1296 року з Вареру з військом зустрів Тараб'ю на кордоні своєї держави. Втім суперники вирішили розв'язати суперечку герцем на слонах. Вареру переміг та полонив Тараб'ю. Але в своїй столиці було викрито змову проти Вареру на чолі із колишнім правителем Пегу. Тому Тараб'ю було страчено. Втім висловлюється думка, що провокацію організував сам Вареру, щоб мати привід стратити суперника. Слідом за цим приєднав до своїх земель Пегу з володіннями.
В подальшому основну увагу приділяв зміцненню влади на своїх землях та визнанню її в сусідів. Тому 1298 року відправив посольство юаньського імператора Оладжейту-Темура, який визнав Вареру за правителя. Натомість той номінально визнав зверхність Юань. Цим було піднято статус Вареру, оскільки його сюзерен Рамакхамхаенг, король Сукхотай, мав такий самий статус в Юань. Після цього не проводив активної зовнішньої політики, зосередившись на розбудові держави. Втім 1307 року Вареру було вбито онуками — синами його доньки та Тараб'ї. Хлопців зрештою було страчено, а трон обійняв брат загиблого Ма Ґада.